# Postgatan

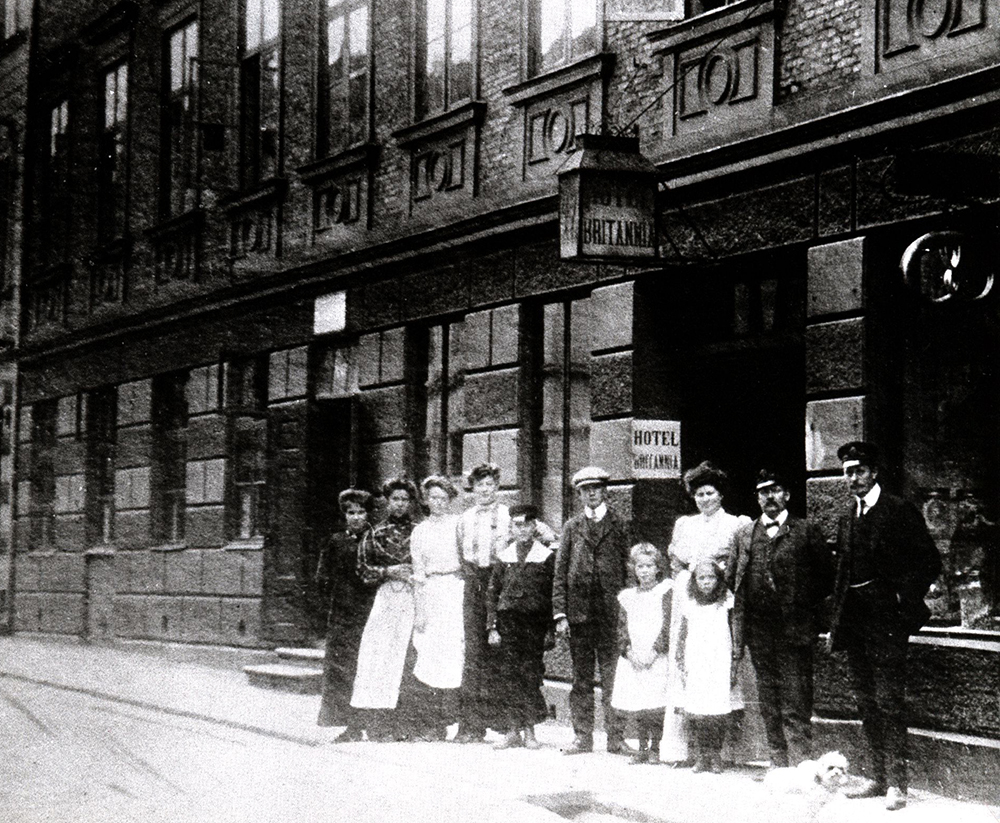
Carl E. Bengtsson, emigrantagent och innehavare av Hotel Britannia på Postgatan, med personal omkring år 1900.

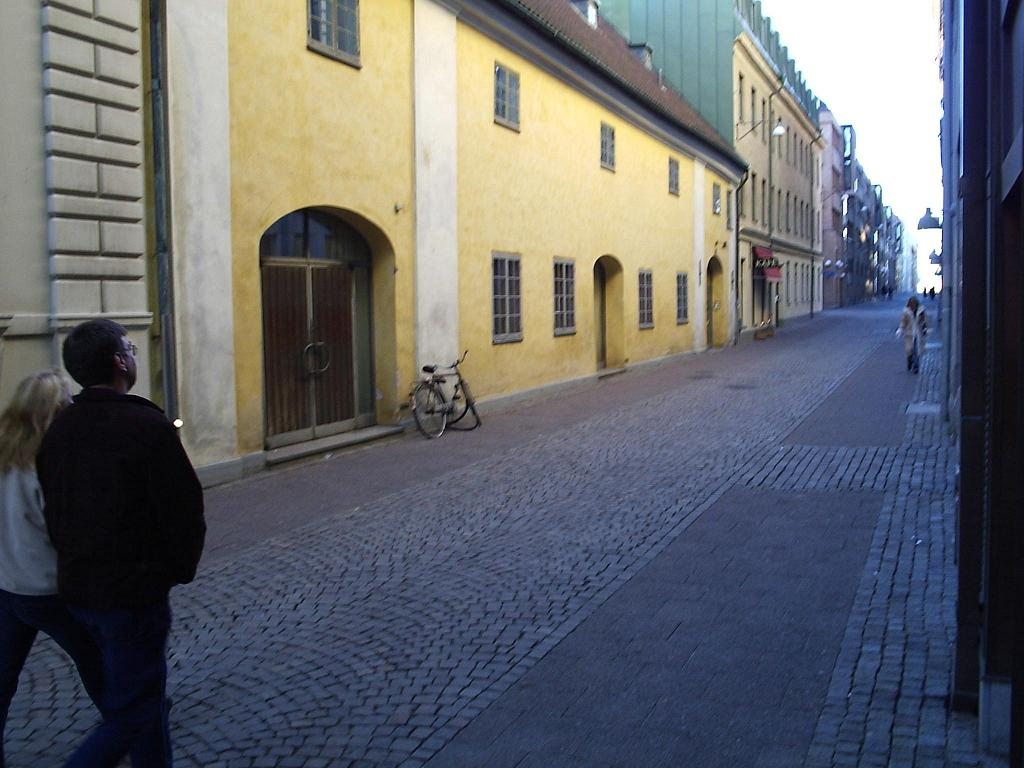
Postgatan, nära Nordstan.

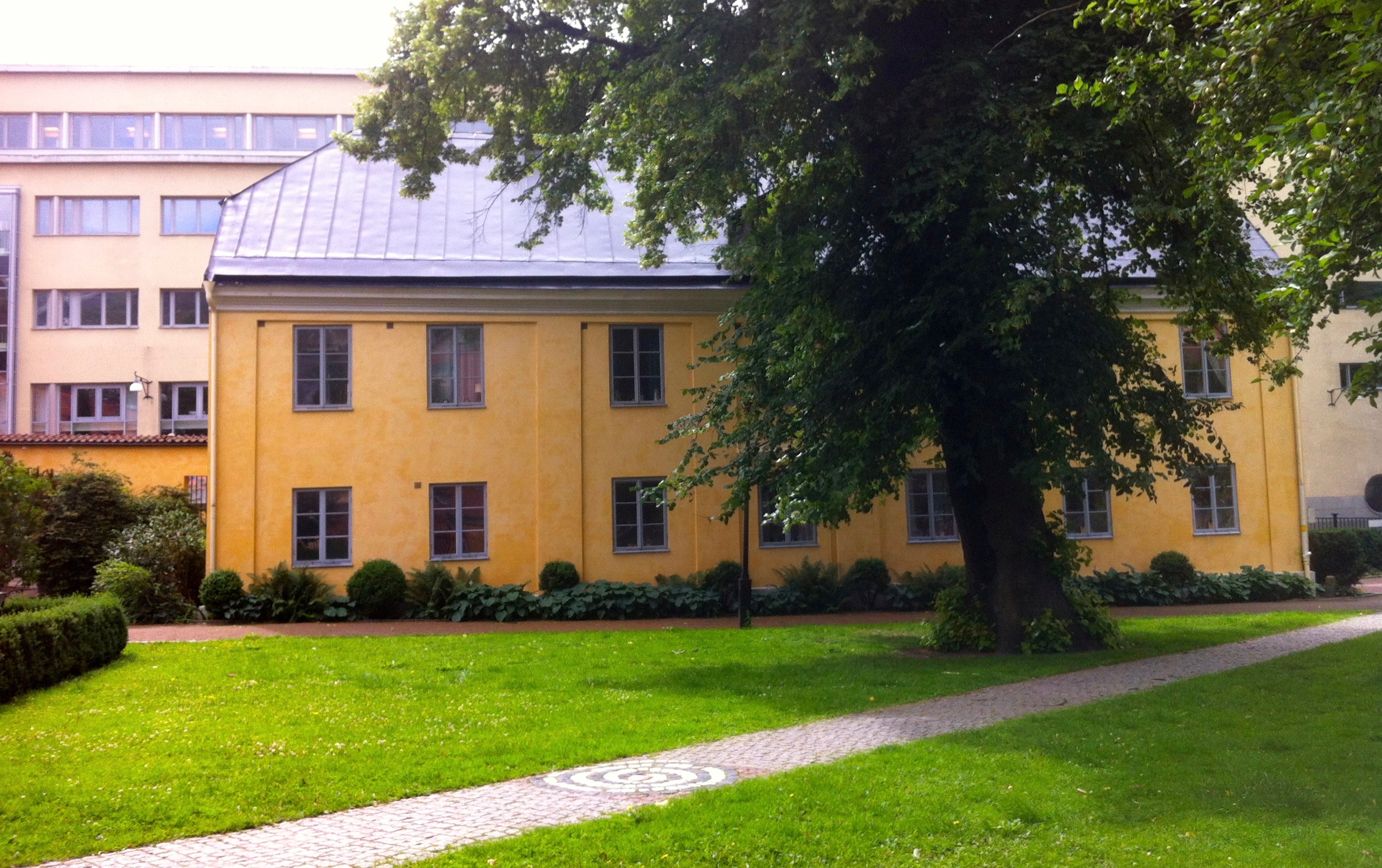
Kontorsbyggnaden vid Postgatan 4 sedd från Kronhusparken.

Postgatan är en av de äldsta gatorna i Göteborg. Gatan är idag cirka 530 meter lång och sträcker sig från Packhusplatsen i väster till Nils Ericsonsgatan och Göteborgs centralstation i öster.

## Historia
Postgatan fick sitt nuvarande namn 1895. Från början hette den Heringsgatan (av tyska Hering, sill) fram till 1671, men namnet försvenskades därefter till Sillgatan, som sedan var gatans namn fram till 1895. Namnutveckling: Häringzgatun 1621-1639, Herings gatan 1644 respektive Sillegathon 1671, Sillegatan 1674-1803, Sillgatan 1815-1895.
Den 5 januari 1895 inkom 25 stycken husägare vid dåvarande Sillgatan med en skrivelse till Drätselkammaren, där de anhöll om en förändring av "gatans benämning till Börsgatan eller hvad annat lämpligt namn som hälst..." eftersom gatans rykte inte var det bästa. Även Järnvägsgatan förekom som förslag. Namnet Börsgatan föreslås också av Drätselkammaren 1895, men antas inte av stadsfullmäktige. Beslutet samma år blev istället Postgatan, efter Posthuset som uppfördes 1873 vid den närliggande Packhusplatsen.
År 1883 fastställdes namnet Postgatan på en senare igenlagd gata öster om posthuset och som gick från Sillgatan till Packhusplatsen.
Göteborgs första offentliga teaterbyggnad, Comediehuset, uppfördes 1779 vid hörnet av dåvarande Sillgatan (nuvarande Postgatan 12) och Nedre Kvarnbergsgatan.
På Sillgatan 3 återfanns Arbetarepartiets samlingssal med hundra platser. Även Folkets Röst, Fackföreningarnas Centralkommitté och Socialdemokratiska Föreningen förekom på denna adress. Göteborgs Arbetareklubb återfanns på adressen Sillgatan 41.
Gatan var den stora emigrationsgatan i Sverige, där alla emigrantagenters kontor, hotell och restauranger fanns för en stor del av den miljon svenskar som för alltid lämnade Sverige för Amerika. 
Gamla Sillgatan började vid järnvägsstationen och slutade vid Stora tullhuset (byggt åren 1863–1867), vid Packhusplatsen längs Göta älv. Mycket av den forna karaktären försvann då Nordstan 1972 sprängde dess östra gatusträckning och flera äldre gatuhus några år dessförinnan revs.
Amerikanska skolan låg vid Postgatan 44 i kvarteret 7 Gästgivaren i Östra Nordstan. De bedrev verksamhet åren 1870 till 1880, med att ge utvandrare språkkunskaper i engelska. I huset fanns även familjer som hyrde ut rum till emigranter. Dessutom fanns där en söndagsskola och en ölkrog.

## Nutid
Idag är stora delar av Postgatan gårdsgata och har därför en begränsad trafik. I början av gatan (korsningen Smedjegatan), i det kvarter där Göteborgs tingsrätt tidigare låg, finns numera ett flertal skolor – bland annat gymnasieskolorna Mikael Elias teoretiska gymnasium och Rytmus samt vuxenutbildning som bedrivs av NTI-skolan.
Efter Östra Hamngatan fortsätter Postgatan österut och in i köpcentrumet Nordstan innan den slutar vid Nils Ericsonsgatan.
Göteborgs hembygdsförbund har sina lokaler vid Postgatan 4, sedan 1980.